# Diego Hartfield
Diego Hartfield (ur. 31 stycznia 1981 w Oberá) – argentyński tenisista.

## Kariera tenisowa
Zawodowym tenisistą Hartfield był w latach 2002–2010.
W cyklu ATP World Tour najdalej awansował do półfinału w Buenos Aires (2013), a poniósł porażkę w meczu o udział w finale z Alessiem Di Maurem. Startując w zawodach ATP Challenger Tour wygrał trzy tytuły, wszystkie w sezonie 2006. W konkurencji gry podwójnej Argentyńczyk jest mistrzem dwóch imprez ATP Challenger Tour.
W rankingu gry pojedynczej najwyżej był na 73. miejscu (10 września 2007), a w klasyfikacji gry podwójnej na 149. pozycji (9 czerwca 2008).

### Zwycięstwa w turniejach ATP Challenger Tour w grze pojedynczej
| Końcowy wynik | Nr | Data                 | Turniej        | Nawierzchnia   | Przeciwnik      | Wynik finału |
| ------------- | -- | -------------------- | -------------- | -------------- | --------------- | ------------ |
| Zwycięzca     | 1. | 7 maja 2006          | Atlanta        | Ceglana        | Frank Dancevic  | 7:5, 6:0     |
| Zwycięzca     | 2. | 14 maja 2006         | Tunica Resorts | Ceglana (hala) | Mardy Fish      | 6:4, 6:4     |
| Zwycięzca     | 3. | 22 października 2006 | Bogota         | Ceglana        | Daniel Köllerer | 6:3, 7:5     |